# 朱冕 (正德進士)
朱冕（1464年—？年），字文中，順天府大兴县匠籍、福建福州府懷安縣（今連江洪塘）人，明朝政治人物。

## 生平
治《書經》，正德二年（1507年）由國子生中式丁卯科顺天府鄉試第七十三名舉人，正德三年（1508年）联捷戊辰科會試第二百十八名，第三甲第一百三十二名進士。六年任山東德平知知縣，以抵御流寇功，擢刑部江西司主事，历任两淮都转运盐使司同知。嘉靖四年（1525年）七月擔任陕西按察使司副使。

## 家族
曾祖朱禄。祖父朱孟淵。父朱貴，工部营缮所所丞，前母徐氏、陳氏；母夏氏，慈侍下，行一，弟昂、昇（工部文思院副使）、㫤。